# Луч света младший
«Луч света младший» (англ. Sunlight Jr.) — драма американского режиссёра и сценариста Лори Коллье с Мэттом Диллоном и Наоми Уоттс в главных ролях. Мировая премьера фильма состоялась 20 апреля 2013 года на кинофестивале Трайбека в Нью-Йорке.

## Сюжет
Мелисса работает в магазине и живёт в мотеле с Ричи, её партнером, который страдает параличом нижних конечностей. Когда Мелисса обнаруживает, что она беременна, она и Ричи рады стать родителями. Но судьба имеет для них серьезный удар. Мелисса теряет работу и пара вынуждена покинуть мотель, где они живут, когда они сталкиваются с трудным выбором в жизни.

## В ролях
| Актёр        | Роль    |
| ------------ | ------- |
| Наоми Уоттс  | Мелисса |
| Мэтт Диллон  | Ричи    |
| Норман Ридус | Джастин |
| Тесс Харпер  | Кэтлин  |

## Номинации и премии
- 2013 — Tribeca Film Festival
  - Номинация за Best Narrative Feature для Лори Коллайер